# Jay Shetty

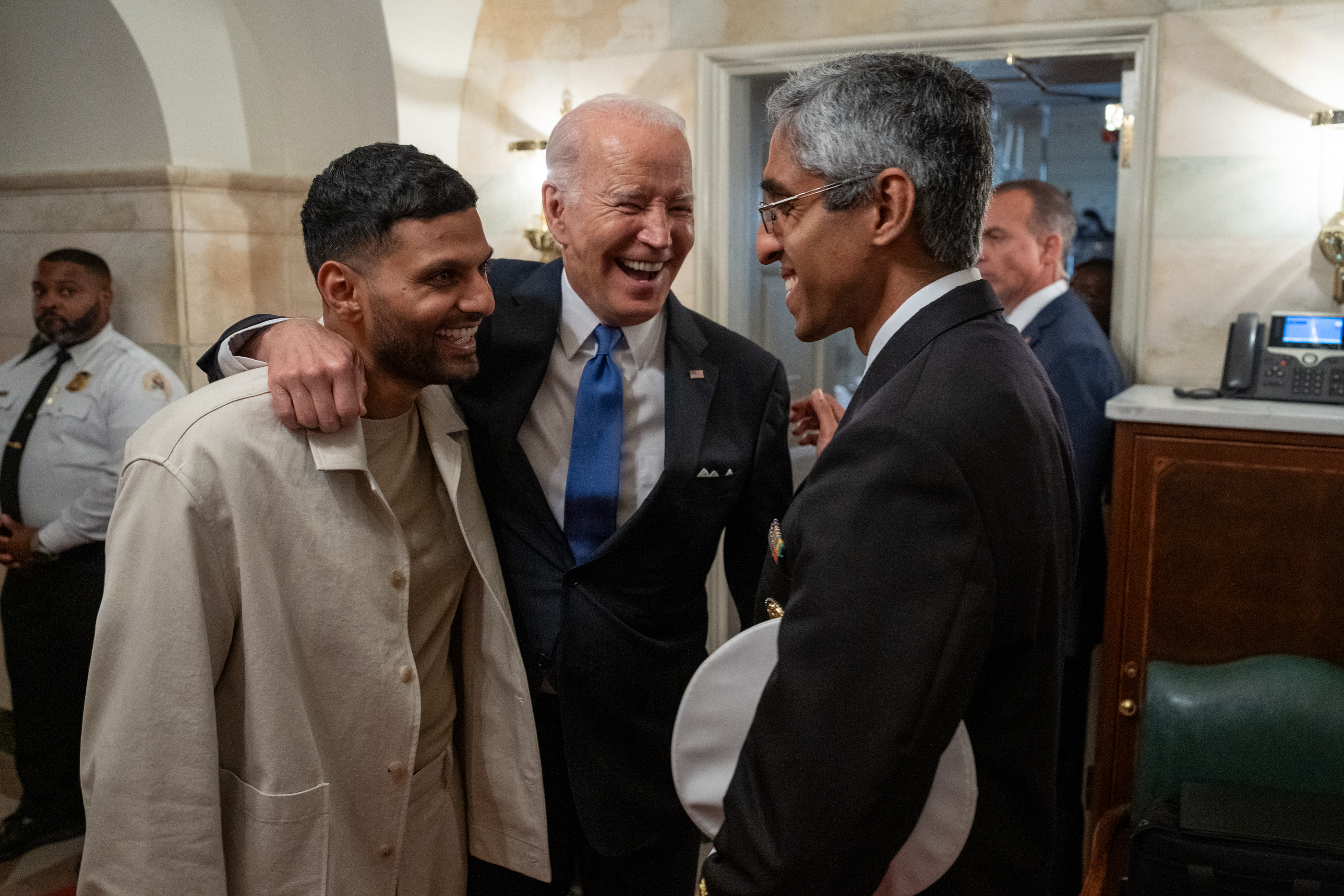
President Joe Biden en Vivek Murthy spreken met Jay Shetty in 2023

Jay Shetty is een Britse podcaster, auteur en life coach, vooral bekend van zijn podcast On Purpose.

## Levensloop

### Jeugd
Shetty werd geboren in Londen in een gezin van Indiase afkomst. Van kleins af aan ging hij naar de hindoetempel in Watford die onderdeel is van de Hare Krishna-beweging, het ISKCON. Shetty studeerde vervolgens bedrijfskunde aan de Bayes Business School en was aanvankelijk van plan om een carrière in de financiële sector na te streven. Zijn leven veranderde echter na een inspirerende lezing van de monnik Gauranga Das, waarna hij besloot als monnik te gaan leven.

### Carrière
Van 2010 tot 2013 leefde Shetty in een ashram in India, waar hij onderricht kreeg in meditatie en de hindoeïstische leer. Na drie jaar adviseerde zijn mentor hem om de ashram te verlaten en zijn inzichten met de wereld te delen. Met zijn achtergrond in digitale strategie begon Shetty zijn spirituele inzichten te verspreiden via sociale media.
In 2019 lanceerde hij de podcast On Purpose, die in het eerste jaar 52 miljoen keer werd gedownload en uitgroeide tot de nummer één gezondheidspodcast ter wereld. In juli 2023 interviewde hij president Joe Biden in het Witte Huis voor een aflevering van zijn podcast over geestelijke gezondheid.
Shetty publiceerde in 2020 zijn eerste boek, Think Like a Monk (in het Nederlands verschenen onder de titel Denk als een monnik), waarin hij zijn lessen uit de ashram deelt. Het boek werd een New York Times-bestseller. In 2023 volgde hij dit succes op met 8 Rules of Love (8 regels van de liefde), dat opnieuw de bestsellerlijst van de New York Times haalde.

## Onderscheidingen en kritiek
In april 2019 ontving Shetty de Outstanding Achievement Online Award tijdens de Asian Awards. Een maand later won hij de prijs voor Best in Health & Wellness tijdens de Shorty Awards. Later dat jaar werd hij bekritiseerd door youtuber Nicole Arbour, die hem beschuldigde van plagiaat van citaten. Dit leidde ertoe dat Shetty 113 posts verwijderde van zijn Instagram-account en meer aandacht besteedde aan bronvermelding.

## Ondernemingen en samenwerkingen
Shetty is mede-oprichter van het videoproductiebedrijf Icon Media, samen met Alex Kushneir. In 2021 lanceerde hij samen met zijn echtgenote Radhi Devlukia het merk Sama Tea, een adaptogene theelijn geïnspireerd door Ayurveda. In 2022 werd Shetty benoemd tot Chief Purpose Officer bij het meditatiebedrijf Calm.